# Blickpunkt Zukunft
Blickpunkt Zukunft ist eine Zeitschrift mit Beiträgen und Zeitdokumenten zur Zukunfts- und Friedensdiskussion.

## Entwicklung
Blickpunkt Zukunft wurde im Jahre 1980 von dem Zukunftsforscher Werner Mittelstaedt gegründet und ist eine der ältesten Zeitschriften im deutschsprachigen Raum, die sich thematisch im Umfeld der Zukunftsforschung und -gestaltung bewegt. Blickpunkt Zukunft erscheint seitdem regelmäßig als Druckausgabe und ist seit dem Jahr 1997 auch als PDF-Dokument im Internet erhältlich. Die Ausgaben 50 bis 60 wurden gemeinsam von Werner Mittelstaedt und der Vereinigung Deutscher Wissenschaftler e. V. (VDW) herausgegeben. Seit Ausgabe 61 gibt Werner Mittelstaedt diese Zeitschrift alleine heraus.
Blickpunkt Zukunft wurde in den Jahren 2019 und 2020 für den Alternativen Medienpreis in der Kategorie Zukunft nominiert.

## Themen
Seit dem Bestehen von Blickpunkt Zukunft wird mit einer Fülle von Artikeln ein breites Spektrum zukunfts- und friedensrelevanter Themen behandelt. In den Texten der vielen Autoren sind sowohl theoretische Grundlagen der Zukunftsforschung als auch praxisnahe Erfordernisse für eine nachhaltig betriebene Gestaltung der Zukunft enthalten.

## Autoren
Das Autorenspektrum der Zeitschrift ergibt sich aus den Schwerpunktthemen der jeweiligen Ausgabe. Weil die gesamten Ausgaben von Blickpunkt Zukunft als PDF-Dokumente im Internet gespeichert sind, können die Beiträge auf der Homepage von Blickpunkt Zukunft aufgerufen und gelesen werden.